# 10148 Shirase
10148 Shirase (1994 GR9) là một tiểu hành tinh nằm phía ngoài của vành đai chính được phát hiện ngày 14 tháng 4 năm 1994 bởi S. Otomo ở Kiyosato.